# Iron Horsemen
Pour plus de détails, voir Fiche technique et Distribution.
Iron Horsemen est un film franco-finlandais, sorti en 1994.

## Fiche technique
- Titre français : Iron Horsemen
- Réalisation : Gilles Charmant
- Scénario : Gilles Charmant
- Photographie : Timo Salminen
- Musique : Wouter Zoon
- Pays d'origine :  Finlande -  France
- Date de sortie : 1994

## Distribution
- Dominic Gould : Bad Trip
- Laura Favali : Rhonda
- Kari Väänänen : Darling
- Nicky Tesco : Candy
- Matti Pellonpää : Seeker
- Sakari Kuosmanen : Gengis Can
- Jean-Marc Barr : Robert
- Jim Jarmusch : Silver Rider
- Évelyne Didi : Evelyne
- André Wilms : André
- Aki Kaurismäki : Cadillac Man
- Wouter Zoon (non crédité)